# Honour Janza
Honour Janza – zambijski trener piłkarski. W latach 2014–2015 był selekcjonerem reprezentacji Zambii. Na tym stanowisku zastąpił Francuza Patrice'a Beaumelle'a. Kadrę Zambii prowadził w Pucharze Narodów Afryki 2015. Zambia nie wyszła z grupy zdobywając 2 punkty w 3 meczach. Zremisowała 1:1 z Demokratyczną Republiką Konga (1:1), przegrała 1:2 z Tunezją i zremisowała 0:0 z Republiką Zielonego Przylądka. W czerwcu 2015 Janza przestał być selekcjonerem i został zastąpiony przez George'a Lwandaminę. W 2022 był selekcjonerem reprezentacji Tanzanii.